# Sing Loud, Sing Proud!
Albums de Dropkick Murphys
Singles Collection Vol. 1
(2000) Live on St. Patrick's Day
(2002)
Sing Loud, Sing Proud! est le troisième album des Dropkick Murphys, sorti en 2001 chez Hellcat Records. La première chanson de l'album, For Boston est l'hymne des Eagles du Boston College.
Avant que le groupe sorte l'album en 2001, Rick Barton quitta le groupe et fut remplacé par James Lynch des Ducky Boys. En plus de James, DKM recrute le jeune Marc Orrell dit "The Kid", à peine âgé de 17 ans. Le groupe recrute aussi un joueur de cornemuse à temps plein, Robie Mederios, aussi appelé "Spicy McHaggis".

## Liste des chansons
1. For Boston
2. The Legend of Finn Mac Cumaill
3. Which Side Are You On?
4. The Rocky Road to Dublin
5. Heroes from Our Past
6. Forever
7. The Gauntlet
8. Good Rats
9. The New American Way
10. The Torch
11. The Fortunes of War
12. A Few Good Men
13. Ramble and Roll
14. Caps and Bottles
15. The Wild Rover
16. The Spicy McHaggis Jig